# Jimi Hendrix
James Marshall "Jimi" Hendrix (født Johnny Allen Hendrix
 27. november 1942 i Seattle, Washington – 18. september 1970 i London) var en amerikansk rockguitarist, sanger og sangskriver.
Hendrix begyndte at spille guitar, da han var 15 år gammel. Efter at have aftjent sin værnepligt i 1961 - 1962 flyttede han til Clarksville, Tennessee, hvor han spillede med i backinggruppen for the Isley Brothers. Senere blev han en del af Little Richards backing indtil 1965, hvor han spillede med Curtis Knight i dennes band the Squires. Bassisten Chas Chandler fra the Animals blev hans første manager og overtalte ham til at flytte til England i slutningen af 1966.
I løbet af få måneder opnåede Hendrix tre UK top ten hits med the Jimi Hendrix Experience: "Hey Joe", "Purple Haze", og "The Wind Cries Mary". Han blev kendt i brede kredse i USA efter sin optræden på Monterey Pop Festival i 1967, og i 1968 his opnåede hans tredje studiealbum, Electric Ladyland førstepladsen på den amerikanske albumliste. Dette album blev Hendrix' største kommercielle succes og hans første og eneste, der opnåede førstepladsen i USA. Hendrix var hovednavn på Woodstockfestivalen i 1969 og Isle of Wight Festival i 1970, ligesom han spillede på Femern festivalen kort før sin død, 27 år gammel, den 18. september 1970. Hendrix er mest kendt for en blues-baseret hård rock og hans musik har inspireret mange kunstnere.
Selv var Hendrix musikalsk inspireret af amerikansk rock and roll og electric blues. Han brugte forvrænger og guitar feedback, ligesom han gjorde brugen af wah-wah pedal populær. Holly George-Warren fra Rolling Stone udtrykker sig således herom: "Hendrix var en pioner i brugen af sit instrument som en elektronisk lydkilde. Andre havde før ham eksperimenteret med feedback og distortion, men Hendrix benyttede disse og andre effekter til at skabe en kontrolleret, flydende tone, hvor hver eneste del var lige så personlig som den blues, der startede det hele."
Hendrix betragtes af mange musikere og musik-skribenter som den største guitarist i rockmusikkens historie, herunder en af de vigtigste og mest indflydelsesrige musikere i sin æra, på tværs af forskellige genrer.
The Rock and Roll Hall of Fame omtaler ham som "formentlig den største instrumentalist i rockmusikkens historie". 

## Barndommen og teenageårene
Jimi var præget af en opvækst, hvor faderen tidligt overtog ansvaret for opdragelsen. Forældrene blev skilt i 1951.
Han fik som 12-årig sin første guitar, og som selvlært musiker lærte den venstrehåndede Hendrix at spille på en højrehåndet Fender Stratocaster guitar med strengene sat omvendt på. Hendrixs mor Lucille havde i en alder af blot 33 år udviklet skrumpelever, og hun døde den 2. februar 1958. Hendrix bar resten af livet på en sorg over moderens død, og sangen Little Wing fra Axis Bold as Love er skrevet til minde om moderen."
Allerede som 14-årig blev Hendrix medlem af et amatørorkester, og han fik ikke sin afgangseksamen fra Garfield High School. I stedet blev han indkaldt til faldskærmstropperne, men hjemsendtes i 1962 efter blot et år, selv om han havde bundet sig for tre år. En befalingsmand, kaptajn Gilbert Batchman havde fået nok efter et år med tilbagevendende sygdomsperioder og anførte, at Hendrix på grund af en beskadiget ankel efter et faldskærmsudspring burde blive hjemsendt med æresbevisning på grund af skader, påført i tjenesten. Under militærtjenesten mødte Hendrix bassisten Billy Cox og spillede sammen med ham i gruppen The King Casuals.

## Forsøg på gennembrud
I 1962-1964 turnerede Jimi Hendrix med en række forskellige blues- og rockmusikere, bl.a. B.B. King og The Isley Brothers, med hvem han indspillede to singler. I oktober 1964 forlod han brødrenes band, formentlig fordi han var træt af at spille samme sæt hver aften. Ifølge Steve Roby og Brad Schreiber blev Hendrix fyret i august 1964. Kort efter blev Hendrix medlem af Little Richard's band, the Upsetters. Under et ophold i Los Angeles i februar 1965 indspillede han sin eneste single med Richard, "I Don't Know What You Got (But It's Got Me)", skrevet af Don Covay og udgivet af Vee-Jay Records. Han har udtrykt, at han var særdeles glad for at spille med Little Richards Band i 1964-1965 og sagde:
"Jeg ønsker at gøre med min guitar, hvad Little Richard gør med sin stemme". Nogle live-optagelser fra tiden med Little Richard er udgivet på et CD boxset med sjældne Hendrix-udgivelser den 16. november 2010 under titlen: West Coast Seattle Boy – The Jimi Hendrix Anthology.
Hendrix havde sin første TV - optræden i juli 1965 på Nashville's Channel 5 i programmet Night Train som medlem af Little Richards band. Videooptagelsen heraf er den ældste bevarede billedoptagelse af Hendrix.
I 1965 blev han fast medlem af Curtis Knights orkester, som han turnerede med, indtil han i februar 1966 fik etableret sit eget orkester, Jimmy James and the Blue Flames. The Blue Flames spillede på adskillige klubber i New York og Hendrix begyndte her at udvikle sit guitarspil og skrev noget af det materiale, han senere blev kendt for med Experience. Hendrix blev anbefalet til The Rolling Stones manager Andrew Loog Oldham og producer Seymour Stein. De kunne ikke se potentialet i hans optræden og afslog. I juli 1966 hørte Chas Chandler Hendrix spille med sit ensemble, og han overtalte Hendrix til at forsøge at skabe sig en karriere i Europa. Det var ligeledes Chandler, der foreslog fornavnet Jimi i stedet for Jimmy.

## Jimi Hendrix i Europa
Chandler sammensatte efter en audition i London The Jimi Hendrix Experience. Noel Redding (1945-2003) troede, at der efterlystes medlemmer til The Animals, og Mitch Mitchell (1947-2008) havde kun én modkandidat til jobbet som trommeslager. Da Hendrix mødte Redding var denne guitarist, men hans viden om blues imponerede Hendrix, som desuden udtalte, at han beundrede Reddings hairstyle. Chandler spurgte derfor, om Redding ville spille basguitar i Hendrix' band, hvilket Redding accepterede. Mitchell var blevet fyret af Georgie Fame og fik efter sit første møde med Redding og Hendrix et telefonopkald fra Chandler, som tilbød ham jobbet, hvilket han øjeblikkelig modtog. Chandler overtalte ligeledes Hendrix til at ændre sit fornavns stavemåde fra Jimmy til det mere eksotiske Jimi.
Den 1. oktober 1966 introducerede Chandler Hendrix for Cream, som havde et job på Regent Street og Eric Clapton har senere udtalt sig om dette møde.
"Han spurgte, om han måtte spille et par numre. Jeg sagde, "naturligvis", men jeg havde en underlig fornemmelse med hensyn til ham." I 1989 erindrede Clapton sig Hendrix' optræden: "Han spillede omtrent hver eneste stilart, man kan komme i tanke om, men ikke på en overfladisk måde... Så forlod han scenen og mit liv blev aldrig som før."
I oktober 1966 lykkedes det Chandler at arrangere en kort tour for the Experience som Johnny Hallyday's opvarmningsorkester. Derfor fandt deres egentlige debut som the Jimi Hendrix Experience sted den 13. oktober 1966 i Evreux.
Trods den noget kaotiske dannelse opnåede bandet hurtigt succes med singlen Hey Joe, som blev udgivet 16. december 1966 og i løbet af få uger var en af de foretrukne sange på Radio Luxembourg. Efter Bandets optræden i Ready Steady Go! og i Top of the Pops nåede "Hey Joe" den engelske hitliste, hvor dens højeste placering var en sjetteplads den 29. december. I marts og maj 1967 fulgte endnu to singler, Purple Haze og The Wind cries Mary. Mens Hey Joe var en traditionel blues/gospel-sang, som Chandler var begejstret for, var dens to efterfølgere Hendrix' egne kompositioner. "Purple Haze" nåede en tredjeplads i maj, mens "The Wind Cries Mary" var placeret i elleve uger med en sjetteplads som bedste placering.
Hendrix indtog i foråret 1967 London med storm. Adskillige rockkoryfæer blev imponeret over hans guitarspil, og der var også en generel opfattelse af, at han var en komet som sanger og sangskriver. Pete Townsend erindrede i et tv-program sit første møde med Hendrix:
"Da jeg så Hendrix for første gang, medførte det en helvedes bunke smerte. Sådan følte jeg dengang – og sådan føler jeg stadig. Han gjorde magiske ting, som jeg egentlig ikke tror, han selv var bevidst om at gøre – eller at være i stand til at gøre, men han udnyttede sit kropssprog på en måde, som var meget smuk at overvære, samtidig med at han frembragte disse utrolige lyde."
Den 31. marts 1967 skulle the Experience optræde på scenen i London Astoria og før showet startede spurgte Chandler
journalisten Keith Altham til råds om stunts, der var mere effektfulde end ved shows med the Who, som ofte smadrede deres instrumenter. Hendrix, der ikke var begejstret for denne type effekter spøgte med, at han ville "smadre en elefant". Altham svarede: "Well, det er en skam, at du ikke kan sætte ild til guitaren." Chandler skaffede noget lightergas og mod slutningen af sin optræden satte Hendrix ild til guitaren. Som reaktion herpå betegnede journalisterne Hendrix som "Black Elvis" og "Wild Man of Borneo".
Experiences succes med udgivelse af singlerne betød, at de gik i studiet for at indspille deres første album. Med titlen Are you Experienced udkom det 12. maj 1967. Her fremstår Hendrix som en eksperimenterende musiker, der såvel bruger diverse pedaler og feedback som effekter til at frembringe lyde på guitaren, som ikke tidligere var hørt i rockmusikken. Tillige er denne LP både inspireret af syrerock, jazz og blues, som præsenteres i en usædvanlig blanding. Unterberger 2009, s. 45 Bemærkelsesværdigt er det, at mens skæringer som I Don't Live Today, Manic Depression og Third Stone From The Sun er præget af de usædvanlige effekter, han vred ud af sin guitar, er bluesnummeret Red House, som Hendrix komponerede i forbindelse med en jamsession med The Animals, spillet med en helt ren guitarlyd. Albummet opnåede 33 uger på den engelske albumliste, med en placering som nr. 2 som den højeste. The Beatles' Sgt. Pepper's Lonely Hearts Club Band forhindrede den i at nå førstepladsen. Are You Experienced opnåede en femteplads på Billboards top 200 liste. Den amerikanske og canadiske version af Are You Experienced havde et nyt designet cover, udarbejdet af Karl Ferris og en ny setliste, hvor Reprise havde fjernet "Red House", "Remember" og "Can You See Me" for at skabe plads til de første tre singleudgivelser "Hey Joe", "Purple Haze", og "The Wind Cries Mary".

## Tilbage i USA
Jimi Hendrix succes i Europa var hidtil ikke blevet bemærket i USA. Selv om Brian Epstein ikke havde Hendrix i sin "stald", anbefalede han dog denne til at optræde i et TV-show, hvilket medvirkede til, at Experience fik nogle få jobs i staterne. Den 18. juni 1967 fik trioen sit gennembrud i USA på The Monterey International Pop Festival. Hendrix' optræden blev optaget på film af D. A. Pennebaker og vist i flere biografer i USA. Filmen er især kendt for Hendrix' brug af tænderne som "plekter" og ødelæggelsen og afbrændingen af sin guitar ved koncertens afslutning.
Hendrix' berømmelse var nu verdensomspændende, men samtidig også medvirkende til hans narkotikamisbrug. Turneerne, der fulgte efter, var stressende for Jimi, som bl.a. beklagede sig over, at hans musik blev underordnet den virak, koncerterne udløste. Ved flere lejligheder valgte han at spille i lokale klubber i stedet for ved de annoncerede koncerter, hvilket medførte flere retssager om brudte kontrakter. I mellemtiden udkom Are You Experienced i USA i august 1967 og allerede i december samme år hans næste LP-udspil Axis Bold As Love.
Flere af numrene herpå, mest udpræget "Little Wing", viser Hendrix som en mere tilbagelænet guitarist, og den vemodige melodi er senere blevet indspillet i mange coverversioner. Hendrix udtrykte imidlertid utilfredshed med den måde, LP'en var produceret på, ligesom han tilkendegav, at han ikke ønskede at spille guitarstjerne, men ville udtrykke sig gennem sin musik. Numre som Little Miss Lover og She's So Fine virker da også noget malpalcerede på denne LP. Derfor overtog han i højere grad arbejdet med de følgende indspilninger, som skulle blive til Electric Ladyland.

## Electric Ladyland
Den nye LP udkom i august 1968 og bærer præg af den gruppe af gæstemusikere, som Hendrix på pladeomslaget kalder for "friends and passengers". Chandler stolede ikke meget på Jimis evner til at styre indspilningen og han trak sig, formentlig ud fra et forretningsmæssigt synspunkt, tilbage fra projektet. Dette gav plads for eksperimenter med at tilføje forskellige instrumenter, bl.a. orgel (Stevie Winwood og Mike Finnegan), piano (Al Kooper) og blæserinstrumenter (Freddie Smith). Hendrix selv opfattede disse musikeres medvirken som en form for anerkendelse, som han påskønnede, idet han – besynderligt nok – tvivlede på sine egne evner.
Noel Redding var ikke tilfreds med denne udvidelse af Experience, ligesom han fandt, at indspilningerne var for lange. Dette blev begyndelsen på den konflikt, som førte til Experiences opløsning, officielt i juni 1969.
En af konsekvenserne af Chandlers brud med Hendrix var, at skæringerne blev væsentligt længere end tidligere og dermed ikke var særlig velegnede til de singleudgivelser, Chandler krævede. Resultatet er en plade, hvor dele af materialet ikke har en bærende melodi, mest tydeligt på 1983 – A Merman I Should Turn To Be. Samtidig indeholder LP'en to af de kendteste og mest melodiøse bidrag fra Experience: "Voodoo Child (Slight Return)" og Bob Dylans "All Along the Watchtower".

## Det sidste år
Den 18. august 1969 afsluttede Hendrix med et reorganiseret band begivenhederne på Woodstockfestivalen – bl.a. med sin skelsættende, fræsende udgave af "The Star-Spangled Banner". Nytårsnat 1969/70 indspillede han et livealbum med Billy Cox (bas) og Buddy Miles (trommer) som grundstamme i bandet, som kaldte sig Band Of Gypsys På turnéen i sommeren og efteråret 1970, hvor han også besøgte Danmark, var Mitchell imidlertid tilbage i bandet, som igen blev annonceret som Experience.
Jimi Hendrix brugte i denne periode også meget energi på at bygge sit eget studie, Electric Ladyland med den målsætning at få fuld kontrol over sine indspilninger. Han brugte lang tid i studiet og udviklede i denne periode nye ideer. Der var blandt andet planer om at indspille med Miles Davis, ligesom Hendrix havde planer om at udvide bandet fra den oprindelige trio, hvad han blandt andet afprøvede på musikfestivalen i Woodstock.
Sideløbende med dette projekt blev der indspillet materiale til LP'en The Cry of Love, som først udkom i marts 1971, et halvt år efter Hendrix' død. Ca. halvdelen af de ti sange var blevet mixet af Hendrix og næsten færdiggjorte ved dennes død. Denne LP udkom senere i en mere "oprindelig form" i 1997, som ''First Rays Of The New Rising Sun'', redigeret af Hendrix oprindelige studietekniker, Eddie Kramer.
2. september 1970 gæstede Hendrix Århus, men afbrød efter fire numre og forlod scenen. De i alt 25 minutter og 13 sekunders optræden findes på et lydspor, hvor det tydeligt fremgår, at Hendrix var ramt af sygdom. Årsagen er ikke fuldt opklaret, men rygter blandt byens pushere ville vide, at det skyldtes abstinenser pga. mangel på kokain i narkomiljøet i Århus.[kilde mangler] Det er dog en kendsgerning, at han i denne periode var under et enormt pres, med intense turnéer, og åbningen af Electric Ladyland studiet i New York. Dagen efter den mislykkede koncert i Århus hævdede Hendrix, at han ikke var i stand til at spille den berammede koncert i KB-Hallen i København. Han blev dog overtalt til at gå på scenen, hvor han ifølge anmelderne gav en fantastisk koncert.
Hendrix nåede med succes at genoptage turnéen med sin optræden på Femern Festival den 6. september. Hans optræden her blev den sidste offentlige optræden, inden han afgik ved døden den 18. september i en alder af blot 27 år, ifølge dødsattesten som følge af en overdosis af sovemedicin. Der hersker imidlertid mange teorier om årsagen, hvoraf nogle har karakter af konspirationsteorier.
Han døde i London UK, og blev begravet i Seattle, USA.

## Betydning
Jimi Hendrix nåede på trods af sin korte levetid at sætte dybe spor i musikverdenen. I 1992 blev han optaget i "the Rock and Roll Hall of Fame", og i musiktidsskriftet Rolling Stone blev han i 2003 kåret som nummer ét på listen over alle tiders største guitarister. I 2009 var det Time Magazine, der kårede ham, denne gang som verdens bedste elektriske guitarist. En række af rockmusikkens største guitarister, bl.a. Eric Clapton, har omtalt Jimi Hendrix som deres mest betydende inspirationskilde. I 2008 blev der afholdt en mindekoncert med musikere, der følte sig i gæld til Jimi.
I Seattle, på adressen 325 5th Avenue N, Seattle Center, åbnede i 2012 en mindepark for Hendrix. Parken, der er formet som en guitar, indeholder mange fantasifulde effekter, der skal minde om Jimi Hendrix' musik.

## Koncerter i Danmark
- 1967 Falkoner Centret København
- 1968 Tivolis Koncertsal København – opvarmning Hansson & Karlsson
- 1969 Falkoner Centret (10. januar) – opvarmning Jethro Tull
- 1970 Vejlby-Risskov-Hallen Århus (2. september)
- 1970 KB Hallen København (3. september)

## Udstyr
Guitarer
Hendrix brugte flere forskellige guitarmærker og -modeller gennem tiderne, men han er mest kendt for sine Stratocastere, som han begyndte at bruge i 1966.
Da venstrehåndsguitarer er dyrere end tilsvarende til højrehåndede, begyndte Hendrix at spille på en omstrenget højrehåndsguitar. Dette resulterede sammen med hældningen af Stratocasterens diskant-pickup i, at de laveste strenge fik en lysere klang, og de højeste en mørkere klang – det modsatte af den originale Stratocaster.
Hendrix er i øvrigt meget kendt for den stratocaster han anvendte i 1967 på Monterey Pop Festival, som han malede med læbestift natten før koncerten. Guitaren blev brændt ned med resten af settet.
Udover Stratocasterne spillede Hendrix bl.a også på Jazzmasters, Duosonics, Flying V's, SG-modeller og en Gretsch Corvette. Under indspilningerne af "Hey Joe" og "Purple Haze" lånte han Noel Reddings Telecaster, og da han optrådte i "The Dick Cavett Show" i 1969 brugte han en hvid SG Custom fra Gibson. Hans første Flying V malede han i et psykedelisk tema, og hans anden var en custom-shop med guldhardware og specielt indlæg i gribebrættet, der desuden havde kantbinding.
Under en tv-optræden i Stockholm i 1969 spillede han på en Hagström guitar.
Den 4. december 2006 blev en af Jimi Hendrix' Stratocastere fra 1968 bortauktioneret for $168.000.
Forstærkere og effekter
Til de første prøver brugte han VOX- og Fender-forstærkere, men gik over til de kraftigere Marshall efter at have prøvet Creams. Hendrix sagde engang:
| Citat | Jeg kan virkeligt godt lide mine gamle Marshall rør-forstærkere - der er ikke noget der kan slå dem, ingenting. | Citat |
|       | |       |

På albummet Band of Gypsys brugte Jimi Hendrix en Fuzz Face-pedal fra Dallas Albeiter, og denne er blevet genskabt af Dunlop.
Marshall har lavet en signature-forstærker ved navn Super100JH, der er baseret på Hendrix' 100 watts Super Lead Plexi. Desuden produceredes tilhørende kabinetter, og hver del (forstærkertop, fladt kabinet og skråt kabinet) er produceret i 600 eksemplarer.

## Diskografi
- 1967: Are you Experienced?
- 1968: Axis Bold as Love
- 1969: Electric Ladyland
- 1970: Band of Gypsys
- 1971: Isle of Wight
- 1975: Crash Landing

Posthumt:
- 1971: The Cry of Love
- 1971: Rainbow Bridge
- 1972: War Heroes
- 1974: Loose Ends
- 1997: First Rays of the Rising Sun
- South Saturn Delta
- The Jimi Hendrix Experience
- 1998: The Jimi Hendrix Experience: BBC Sessions
- 1994: Blues
- 1999: Live at the Fillmore East (tidligere udgivet delvist som "Band of Gypsys")
- 1999: Live at Woodstock
- 2002: Blue Wild Angel Live at the Isle of Wight (også udgivet i en dvd-udgave)
- 2003: Martin Scorsese Presents The Blues (indeholder 2 aldrig tidligere udgivne numre.)
- 2003: Live at Berkeley
- 2006: Live at Monterey
- 2010: Valleys of Neptune
- 2010: The Jimi Hendrix Experience (Box set, Original recording remastered)
- 2013: People, Hell and Angels- tolv optagelser, der ikke tidligere er udgivet)
- 2013: Miami Pop Festival.
- 2018: Electric Ladyland(Box set, Original recording remastered, bonusnumre inkluderet)

Herudover er der udgivet en lang række "Best of", der ikke er medtaget her.

## Filmmateriale
- Monterey Pop Festival
- Woodstock
- Jimi Hendrix at the Atlanta Pop Festival
- Jimi Hendrix at the Isle of Wight
- Jimi Hendrix (Dokumentar)
- Blue Wild Angel: Jimi Hendrix live at the Isle of Wight (DVD)
- Experience Jimi Hendrix (DVD)
- Hendrix Band of Gypsys (DVD)
- Jimi Hendrix (Dokumentar) (DVD)
- Jimi Plays Berkeley (Koncert/dokumentar)(DVD)
- Rainbow Brigde(Koncert/dokumentar)
- Miami Pop Festival 1968("Hear my train A coming dokumentar" - incl. NY-pop Festival-july17, Fehmarn sept.6 1970)